# 秦政學
秦政学（？—1418年），浙江（今宁波市）人，明朝官员。

## 生平
永樂二年（1404年）甲申科二甲第五名進士，累官燕京行在禮部郎中，為人狡险，专务掇人过失，后因貪污暴橫被彈劾，十六年（1418年）春，成祖命有司就地正法，伏誅，輿論稱快。